# Lijst van voetbalinterlands Argentinië - Bolivia (vrouwen)
Deze lijst van voetbalinterlands is een overzicht van alle officiële voetbalinterlands tussen de nationale vrouwenteams van Argentinië en Bolivia. De landen hebben tot nu toe zeven keer tegen elkaar gespeeld.

## Wedstrijden
| № | Plaats        | Datum             | Competitie                   | Wedstrijd            | Uitslag |
| - | ------------- | ----------------- | ---------------------------- | -------------------- | ------- |
| 1 | Uberlândia    | 12 januari 1995   | Sudamericano Femenino 1995   | Argentinië − Bolivia | 12 − 0  |
| 2 | Mar del Plata | 1 maart 1998      | Sudamericano Femenino 1998   | Argentinië − Bolivia | 9 − 0   |
| 3 | Latacunga     | 4 november 2010   | Sudamericano Femenino 2010   | Argentinië − Bolivia | 3 − 0   |
| 4 | La Florida    | 10 maart 2014     | Zuid-Amerikaanse Spelen 2014 | Argentinië − Bolivia | 4 − 0   |
| 5 | Ambato        | 14 september 2014 | Copa América 2014            | Bolivia − Argentinië | 0 − 6   |
| 6 | Coquimbo      | 7 april 2018      | Copa América 2018            | Argentinië − Bolivia | 3 − 0   |
| 7 | Valparaíso    | 25 oktober 2023   | Pan-Amerikaanse Spelen 2023  | Bolivia − Argentinië | 0 − 3   |

## Samenvatting
| Competitie                           | Totaal gespeeld | Winst Argentinië | Gelijk | Winst Bolivia | Doelsaldo Argentinië – Bolivia |
| ------------------------------------ | --------------- | ---------------- | ------ | ------------- | ------------------------------ |
| Sudamericano Femenino / Copa América | 5               | 5                | 0      | 0             | 33 − 0                         |
| Pan-Amerikaanse Spelen               | 1               | 1                | 0      | 0             | 3 − 0                          |
| Zuid-Amerikaanse Spelen              | 1               | 1                | 0      | 0             | 4 − 0                          |
| Totaal                               | 7               | 7                | 0      | 0             | 40 − 0                         |